# 三国コカ・コーラボトリング
三国コカ・コーラボトリング株式会社（みくにコカ・コーラボトリング、英: Mikuni Coca-Cola Bottling Co., Ltd,）は、かつて存在した埼玉県、群馬県、新潟県を販売地域とするコカ・コーラのボトラー。
2015年1月1日に親会社のコカ・コーライーストジャパンへ吸収合併された。

## 概要
社名の由来は群馬・新潟を結ぶ、三国峠にちなむ。Jリーグ・浦和レッドダイヤモンズにも出資しているほか、その地元埼玉の大宮アルディージャにもユニフォームスポンサー、一部地域の地方博覧会にも「三井・東芝館」の中の三井グループ企業として協賛したことがあった。また、2005年（平成17年）より既存の奨学金制度を手厚くするため「三国コカ・コーラ育英会」を創設した。
グループ会社としてアクアマリンブランドを展開する三国フーズなどがある。
なお、同社営業エリアの関東甲信越各県ついては、千葉県・茨城県・栃木県は利根コカ・コーラボトリング、神奈川県・山梨県・静岡県（旧：富士コカ・コーラボトリングエリア）はコカ・コーラ セントラル ジャパン、長野県は北陸コカ・コーラボトリング、東京都は東京コカ・コーラボトリングがそれぞれ担当していた（北陸コカ・コーラボトリングを除きコカ・コーライーストジャパンへ吸収合併）。

## 沿革
- 1963年（昭和38年）
  - 8月 - 三国飲料株式会社として、東洋高圧工業（現：三井化学）の全額出資により、埼玉県大宮市（現:さいたま市大宮区）櫛引町1-370に設立。
  - 12月 - 米国ザ・コカ・コーラカンパニーとコカ・コーラ、ファンタの製造並びに販売に関する契約を締結し、埼玉、群馬、新潟三県におけるコカ・コーラ、ファンタの製造、販売権を取得。自社工場完成まで東京コカ・コーラボトリング及び長野コカ・コーラボトリングより製品を調達し販売。
- 1964年（昭和39年）
  - 3月 - 三国コカ・コーラボトリング株式会社に商号変更。
  - 5月 - 本社敷地内の桶川工場操業開始。自社生産を開始。
- 1969年（昭和44年）2月 - 群馬工場（現・群馬支社）操業開始。
- 1970年（昭和45年）2月 - 新潟工場（現・新潟支社）操業開始。
- 1971年（昭和46年）
  - 3月 - 株式上場を目的とした株式額面変更のため、川上醤油株式会社に吸収合併され、直ちに三国コカ・コーラボトリング株式会社に商号変更。
  - 5月 - 岩槻工場（後に埼玉第一工場に改称→現コカ・コーライーストジャパンプロダクツ岩槻工場）操業開始。
  - 7月 - 東京証券取引所市場第二部・新潟証券取引所に株式を上場。
- 1972年（昭和47年）4月 - 三井東圧化学（旧：東洋高圧工業、現：三井化学）から三井物産に経営権移転。
- 1974年（昭和49年）1月 - 日本コカ・コーラ埼玉工場の経営権取得及び従業員受け入れの元、前年に設立していたサツキ飲料をサツキコカ・コーラキャンニング（三国コカ・コーラボトリング埼玉第二工場を経て、現在はコカ・コーライーストジャパンプロダクツ埼玉工場）に改名し本格的に営業を開始。
- 1982年（昭和57年）12月 - 操業停止後も残していた一ラインを岩槻工場に移設し、桶川工場を完全閉鎖。岩槻に移設されたラインは全国初の1.5リットルPET製品を生産できるマルチびんラインに改造された。
- 1984年（昭和59年）3月1日 - グループ会社の車両整備を担当する新三国モーターズ・サービス株式会社を設立。
- 1985年（昭和60年） - サツキコカ・コーラキャンニングを吸収合併。
- 1987年（昭和62年）6月 - 東京証券取引所市場第一部銘柄に指定。
- 1991年（平成3年）3月 - 旧本社隣に新本社新築。
- 1998年（平成10年）12月 - 三国アセプティック株式会社設立。
- 2000年（平成12年）12月 - 新潟工場閉鎖。
- 2001年（平成13年）10月 - コカ・コーライーストジャパンプロダクツの発足に伴い、埼玉第一工場及び埼玉第二工場の営業権を譲渡。
- 2002年（平成14年） - 群馬工場閉鎖。
- 2009年（平成21年）6月1日- 100％子会社・ 新三国モーターズ・サービス株式会社の株式をSGモータース(株)（SGホールディングス）に全株式を売却。
- 2011年（平成23年）2月 - 北本市の「北本水辺プラザ公園」の命名権を取得し、愛称を「三国コカコーラ北本みずべひろば」とする。同公園は2012年（平成24年）5月にオープンした[注 1][1]。なお、建設や公園維持などの各費用は三国コカコーラが協賛金（命名権料）として捻出している。
- 2012年（平成24年）12月 - 株式譲渡により、筆頭株主が三井物産からザ コカ・コーラ カンパニーの100%子会社であるヨーロピアンリフレッシュメンツ（本社：アイルランド）に移行[2][3]。
- 2013年（平成25年）
  - 6月26日 - 上場廃止。
  - 7月1日 - コカ・コーライーストジャパン株式会社を持株会社として、当社とコカ・コーラ セントラル ジャパン、東京コカ・コーラボトリング、利根コカ・コーラボトリングの4社が株式交換と分割により経営統合[4][5]。当社はコカ・コーライーストジャパン株式会社の完全子会社となる。
- 2015年（平成27年）1月1日 - 持株会社であったコカ・コーライーストジャパンが、コカ・コーラ セントラル ジャパン（2代目）、三国コカ・コーラボトリング、東京コカ・コーラボトリング、利根コカ・コーラボトリングの4社を吸収合併し、事業会社化。当社は消滅した[6]。

（沿革に関する出典〈2008年まで〉：）

## 工場
下記の各工場を有していた。なお、工場名の後ろの英数字は製造所固有記号である。
- 岩槻工場(I→MSA→EIW) - 埼玉県さいたま市岩槻区

岩槻工場→埼玉工場岩槻製造課→埼玉第一工場→岩槻工場と組織及び名称が変遷した。
- 埼玉工場(S→MS2→ESA) - 埼玉県比企郡吉見町

サツキコカ・コーラキャンニング本社工場→埼玉第二工場→埼玉工場と組織及び名称が変遷した。
上記二工場についてはコカ・コーライーストジャパンプロダクツ参照
- 三国アセプティック(MAS)

三国コカ・コーラボトリングの連結子会社で、主に爽健美茶及びアクエリアス等無菌充填小〜中型PET製品の受託製造を行っていた。本社所在地は上記岩槻工場と同じで、事実上岩槻工場の製造ラインの一部と見ることが出来る。
- 桶川工場（廃止）

レギュラーサイズとホームサイズの二品目を生産していたが、岩槻工場操業開始で稼働率が落ち1975年（昭和50年）に操業停止。1982年（昭和57年）に設備を完全撤去し、閉鎖された。かつては隣接地に工場用水を利用したプールが併設、夏場に一般開放されていた。
- 群馬工場(T→MGU)（廃止）

三国コカ･コーラボトリングとしてのびん製品（レギュラーサイズ等）の製造を行っていた最後の工場である。2002年（平成14年）廃止後は多摩工場での生産に移行した。岩槻に無いパストライザー設備を有していたので、ファンタグレープ等加熱殺菌処理の必要な製品を中心に生産していた。当初は当工場の隣接地にキャンニング工場を建設する予定であったが、サツキコカ・コーラキャンニング買収で白紙となった。
- 新潟工場(N→MNI)（廃止）

当初は瓶入り製品を生産していたが、晩年は大型PETボトル製品とジョージア及び茶飲料の缶製品を生産していた。

## 基本的な限定製品
- G from GEORGIA ブレンドコーヒー

## 広告活動
1980年代に新潟県ローカルCMとして、「好きです新潟 好きですアクアマリン」篇が放送された。同CMには新潟県の人々の様子やアクアマリンブランドを飲む様子（ロケ地：魚市場・温泉・スキー場など）が映る。なお、アクアマリンブランドの販売は（グループ会社の）三国フーズが行ったが、同CMは当社（三国コカ・コーラボトリング）のCMとして放送した。